# 辽宁省人民政府国有资产监督管理委员会
辽宁省人民政府国有资产监督管理委员会簡稱辽宁省国资委是一個管理省屬國有资产、企業的委员会。
2016年辽宁省国资委將旗下國企部分股權無償轉至遼寧省社會保障基金(遼寧省社保基金)。同年，辽宁省成為混合所有制試點，省国资委與省社保基金聯合標售7間省屬國企。

## 旗下公司
- 辽宁省国有资产经营有限公司[3]
  - 辽宁天都饭店
  - 沈阳金冠物业管理有限责任公司
  - 辽宁物产集团煤业经营有限公司
  - 辽宁电机集团有限公司
  - 辽宁省展览贸易集团有限公司
  - 辽宁时代万恒控股集团有限公司
  - 辽宁成大股份有限公司
  - 辽宁省环境规划院有限公司
  - 辽宁碧海环境保护工程监理有限公司
  - 辽宁易派环保产业发展有限公司
  - 沈阳绿新苑综合服务有限公司
  - 辽宁三维信息工程有限公司
  - 辽宁北方环境保护有限公司
- 東北特鋼[4]
- 本鋼集團[2]
- 华晨汽车集团[2]
- 辽宁交通集团[2]
- 辽宁省水资源集团[2]
- 辽宁能源集团[2]
- 辽渔集团[2]
- 抚矿集团[2]
- 瀋煤集團[2]
- 铁法能源[2]
- 辽宁省机场管理集团[5][6][7]

## 外部連結
- 遼寧省國資委

Template:辽宁省人民政府